# Camponotus equus
Camponotus equus är en myrart som beskrevs av Hermann Stitz 1932. Camponotus equus ingår i släktet hästmyror, och familjen myror. Inga underarter finns listade.